# Amtsgericht Zwönitz

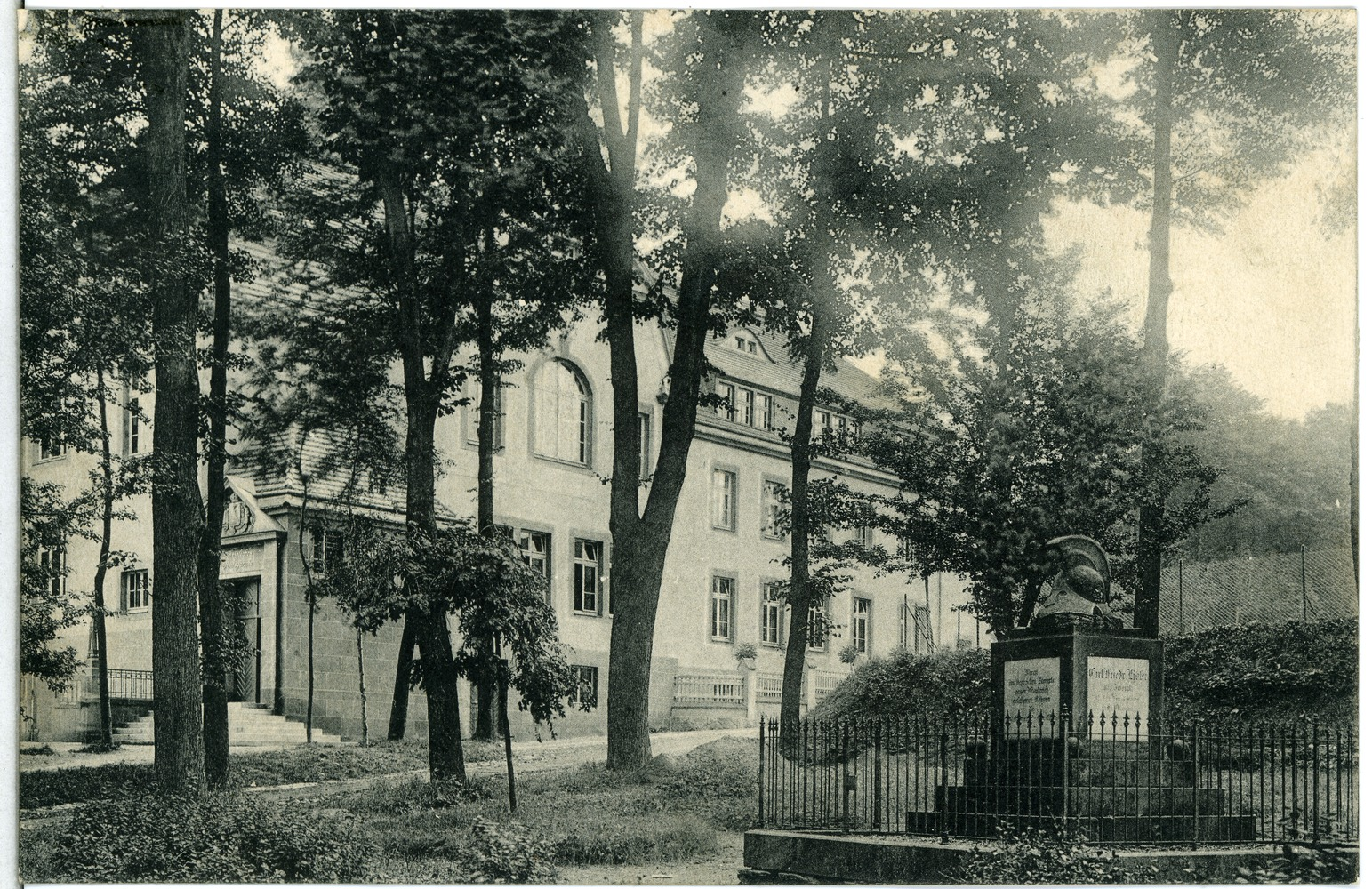
Ehem. Amtsgericht Zwönitz (1912)

Das Amtsgericht Zwönitz war ein Gericht der ordentlichen Gerichtsbarkeit und ein Amtsgericht in Sachsen mit Sitz in Zwönitz.

## Geschichte
Das Amtsgericht Zwönitz wurde zum 1. Dezember 1907 gebildet. Der Sprengel des Amtsgerichtes Zwönitz umfasste die Ortschaften Zwönitz, Auerbach/E., Dorfchemnitz, Gornsdorf, Günsdorf, Hormersdorf mit den Ortsteilen Neue Welt und Gifthütte, Kühnhaide, Lenkersdorf, Meinersdorf, Niederzwönitz mit Haselmühle, Wirtshaus Jägerhaus und Bad Guter Brunnen, Thalheim mit Gasthaus Eisenhammer, Flachsspinnerei, Wirtshaus Tabakstanne und das ehemalige Berggebäude Wille Gottes. Diese waren vorher Teil des Gerichtsbezirkes des Amtsgerichtes Stollberg.
Im Jahre 1951 wurde das Amtsgericht Zwönitz aufgehoben. Seine Aufgaben übernahm das Amtsgericht Chemnitz, Zweigstelle Stollberg.